# Astragalus megalomerus
Astragalus megalomerus är en ärtväxtart som beskrevs av Aleksandr Andrejevitj Bunge. Astragalus megalomerus ingår i släktet vedlar, och familjen ärtväxter. Inga underarter finns listade i Catalogue of Life.